# Winter-Paralympics 2022/Rollstuhlcurling
Bei den XIII. Winter-Paralympics fand zwischen dem 5. und 12. März 2022 im Ice Cube in Peking ein Mixed-Wettbewerb im Rollstuhlcurling statt.

## Medaillenspiegel
| Platz | Land     | Gold | Silber | Bronze | Gesamt |
| ----- | -------- | ---- | ------ | ------ | ------ |
| 1     | China    | 1    | —      | —      | 1      |
| 2     | Schweden | —    | 1      | —      | 1      |
| 3     | Kanada   | —    | —      | 1      | 1      |

## Teilnehmer
| Kanada | Norwegen | Schweden | Lettland |
| --- | --- | --- | --- |
| Fourth: John Thurston Third: Ina Forrest Second: Dennis Thiessen Skip: Mark Ideson Ersatz: Collinda Joseph              | Skip: Jostein Stordahl Third: Ole Fredrik Syversen Second: Geir Arne Skogstad Lead: Sissel Løchen Ersatz: Mia Sveberg | Skip: Viljo Petersson-Dahl Third: Ronny Persson Second: Mats-Ola Engborg Lead: Kristina Ulander Ersatz: Sabina Johansson | Skip: Poļina Rožkova Third: Sergejs Djačenko Second: Agris Lasmans Lead: Ojārs Briedis Ersatz: Aleksandrs Dimbovskis |
| Vereinigtes Königreich                                                                                                  | Slowakei | Südkorea | China |
| Fourth: Gregor Ewan Skip: Hugh Nibloe Second: David Melrose Lead: Meggan Dawson-Farrell Ersatz: Gary Smith              | Fourth: Peter Zaťko Skip: Radoslav Ďuriš Second: Dušan Pitoňák Lead: Monika Kunkelová Ersatz: Alena Kánová            | Skip: Go Seung-nam Third: Jang Jae-hyuk Second: Jung Sung-hun Lead: Baek Hye-jin Ersatz: Yoon Eun-gu                     | Skip: Wang Haitao Third: Chen Jianxin Second: Zhang Mingliang Lead: Yan Zhuo Ersatz: Sun Yulong                      |
| Schweiz | Vereinigte Staaten | Estland | – |
| Fourth: Laurent Kneubühl Skip: Hans Burgener Second: Françoise Jaquerod Lead: Patrick Delacrétaz Ersatz: Cynthia Mathez | Skip: Matthew Thums Third: Stephen Emt Second: David Samsa Lead: Batoyun Uranchimeg Ersatz: Pamela Wilson             | Skip: Andrei Koitmäe Third: Lauri Murasov Second: Mait Mätas Lead: Katlin Riidebach Ersatz: Signe Falkenberg             | – |

## Round Robin

### Tabelle
| Platz | Team               | Spiele | Siege | Ndlg. |
| ----- | ------------------ | ------ | ----- | ----- |
| 1.    | China              | 12     | 10    | 2     |
| 2.    | Kanada             | 12     | 8     | 4     |
| 3.    | Schweden           | 12     | 8     | 4     |
| 4.    | Slowakei           | 12     | 7     | 5     |
| 5.    | Südkorea           | 10     | 5     | 5     |
| 6.    | Vereinigte Staaten | 10     | 5     | 5     |
| 7.    | Großbritannien     | 10     | 4     | 6     |
| 8.    | Norwegen           | 10     | 4     | 6     |
| 9.    | Lettland           | 10     | 4     | 6     |
| 10.   | Estland            | 10     | 3     | 7     |
| 11.   | Schweiz            | 10     | 1     | 9     |